# Orthia amazonica
Orthia amazonica är en fjärilsart som beskrevs av John Obadiah Westwood 1877. Orthia amazonica ingår i släktet Orthia och familjen nattflyn. Inga underarter finns listade i Catalogue of Life.